# 由利本荘市立鶴舞小学校
由利本荘市立鶴舞小学校（ゆりほんじょうしりつつるまいしょうがっこう）は、秋田県由利本荘市水林にある公立小学校。

## 概要
1873年（大正6年）12月12日に、秋田県伝習学校本荘分校付属として、鶴舞三ノ丸旧藩庁に本荘学校を創立。1906年（明治39年）に男女を分離し、本荘尋常高等小学校と改称。1941年（昭和16年）に国民学校令により本荘国民学校と改称、1947年（昭和22年）に本荘町立鶴舞西小学校と改称。1954年（昭和29年）に本荘市立鶴舞西小学校と改称、1966年（昭和41年）に本荘市立鶴舞小学校と改称。2005年（平成17年）に由利本荘市誕生により、由利本荘市立鶴舞小学校と改称。2026年（令和8）に再編により現在の由利本荘市水林から由利本荘市立尾崎小学校の校舎に移転することが決まっている。

## 沿革
特に特出のない限り、公式ページより引用。
- 1873年（明治6年）12月12日 - 秋田県伝習学校本荘分校付属として、鶴舞三ノ丸旧藩庁に本荘学校を創立。
- 1889年（明治22年）12月22日 - 美倉町旧藩主御倉屋敷に移転開校。
- この頃、本荘と石脇とが合併。石脇小学校を分教室とする。（明治32年に分教室を廃止）
- 1906年（明治39年）10月30日 - 三ノ丸（現遊泳館）に校舎新築落成。男女分離、本荘尋常高等小学校と改称。
- 1910年（明治43年）2月11日 - 教授訓練優良校として文部大臣賞を受ける。
- 1928年（昭和3年）8月31日 - 第二校舎（瓦谷地校舎現鶴舞会館）新築落成。
- 1941年（昭和16年）4月1日 - 国民学校令により、本荘国民学校と改称。
- 1947年（昭和22年）4月1日 - 本荘町立鶴舞西小学校と改称。男女共学となる。
- 1950年（昭和25年）12月5日 - 瓦谷地校舎に全校移転。
- 1954年（昭和29年）
  - 4月1日 - 市政施行。本荘市立鶴舞西小学校と改称。
  - 5月31日 - 普通教室（３）、理科室、音楽室、保健室、放送室を増築。
- 1958年（昭和33年）10月17日 - 貯蓄優良校として大蔵大臣賞を受ける。
- 1959年（昭和34年）4月20日 - ソニー科学教育賞を受ける。
- 1961年（昭和36年）9月13日 - 学校給食開始。
- 1962年（昭和37年）4月18日 - 発明教育優秀校として科学技術庁長官表彰を受ける。
- 1963年（昭和38年）10月21日 - 創立90周年記念式典と事業を行う。
- 1966年（昭和41年）4月1日 - 学区制施行。本荘市立鶴舞小学校と改称。「特殊学級」を設置。
- 1968年（昭和43年）4月18日 - 発明教育優秀校として、２度目の科学技術庁長官表彰を受ける。
- 1969年（昭和44年）11月24日 - 学習指導の研究で「学研教育賞」を受ける。
- 1970年（昭和45年）
  - 4月1日 - 「ことばの教室」設置[3]。
  - 12月9日 - 現校舎敷地完成引渡式（自衛隊より）。
- 1973年（昭和48年）
  - 5月7日 - 現水林新校舎へ移転。
  - 9月～10月 - 創立100周年・校舎新築記念運動会・記念の庭植樹際・文化祭開催。
  - 12月12日 - 創立100周年記念式典挙行。
- 1974年（昭和49年）
  - 6月6日 - 体育館完成。
  - 12月13日 - 校舎竣工式。祝賀学芸・作品発表会を行う。
- 1976年（昭和51年）
  - 4月1日 - 「きこえの教室」開設
  - 12月10日 - 交通安全像除幕式、「誓いの像」と命名する。
- 1978年（昭和53年）5月8日 - 科学警備システムによる管理となる。（宿直廃止）
- 1980年（昭和55年）10月9日 - 文部省指定「教育課程・国語」、県教委委嘱「全教科学習指導」公開研究会。
- 1982年（昭和57年）
  - 6月19日 - 学習ホール完成。
  - 7月10日 - 学校園を拡張。（783㎡）
  - 11月12日 - 旧校舎校門復元[4]。
- 1983年（昭和58年）
  - 5月〜1984年（昭和59年）3月 - 校庭の西側に満天星100本を植樹。
  - 6月2日 - 旧校門周囲にクラスの木を植樹。
- 1984年（昭和59年）
  - 10月18日 - 学校保健統計調査で文部大臣賞を受ける。
  - 4月～1986年（昭和61年）3月 - 学校教育の改善に関する特別研究協力校文部省依託。
- 1988年（昭和63年）
  - 10月5日 - 創立115周年記念式典挙行。
  - 9月～10月 - 創立115周年記念に自然観察学習園造園、タイムカプセル埋設、記念集会・記念講演会開催。
  - 11月2日 - 低学年における合科的学習指導の研究で２度目の「学研教育賞」を受ける。
- 1990年（平成2年）11月23日 - 児童作文・詩・読書感想文において、日本標準教育賞・学校賞を受ける。
- 1991年（平成3年）
  - 3月20日 - 尾崎小学校分離に伴う分離式を行う。
  - ３月31日 - 平成2年度学童水泳優秀校として文部省表彰を受ける。
  - 9月18日 - 飼育舎（生活科学習・観察飼育用等）を新築。
  - ９月～12月 - 台風19号の被害による高学年棟屋上防水工事（12月20日完成）。
  - 11月14日 - 平成3年度「学校保健統計調査優秀校」として表彰を受ける。
- 1992年（平成４年）
  - 5月18日 - 学校給食カップ方式から食缶方式に変わる。
  - 9月12日 - 学校週５日制発足す。学校開放を行う。利用児童52名。
  - 10月2日 - 本荘市由利郡武道錬成大会事務局・学校体育連盟より、少年武道柔剣道の普及発達への貢献に対し感謝状を贈呈される。
  - 11月9日 - 屋上フェンス全面取り替え作業完了。新装になる。
  - 11月12日・13日 -「初任者研修実習校研修」本校を会場校として実施される。
- 1993年（平成5年）
  - 4月1日 - 特殊学級に情緒学級を新設する。
  - 10月29日 - 創立120周年記念式典を行う。記念集会・記念講演会開催。
- 1994年（平成6年）
  - 4月1日 - 特殊学級に「きこえ学級」を新設。
  - 9月29日 - 第29回東北理科教育研究大会秋田大会、本校を主会場として開催。
- 1995年（平成7年）
  - 9月９日 - 東北PTA連絡協議会長より表彰を受ける。
  - 10月5日 - 第11回東北地区小学校道徳教育研究協議大会・第29回秋田県道徳教育研究大会秋田大会、本校を主会場として開催。
- 1996年（平成8年）4月1日 - 通級制「ことばの教室」が新設される。
- 1997年（平成9年）9月5日 - 秋田県聴覚・言語研究会、本校を会場として開催。
- 1998年（平成10年）5月27日 - 平成10年度建設省主催子吉川水防演習に教職員並びに6年児童等参加。
- 1999年（平成11年）
  - 4月1日 - 新学校教育目標の下での教育活動が始まる。学校創立125周年を迎える｡
  - 10月16日 - ふるさとドリーム事業による「ふれあいの庭」完成を記念し、ゆり養護学校の児童を招待して「ふれあいコンサート」を開催する。
- 2003年（平成15年）11月8日 - 創立130周年記念式典挙行[5]。
- 2004年（平成16年）3月29日 - 再生ツルの像除幕式を行う。
- 2005年（平成17年）
  - 3月22日 - 由利本荘市誕生。由利本荘市立鶴舞小学校に改称。
  - 10月28日 - 東部地区学校図書館フォーラムを開催する。
- 2008年（平成20年）10月3日 - 理数大好き地域事業公開研究会を開催する。
- 2009年（平成21年）4月1日 - 平成21年度文部科学省委託「学校図書館の活性化推進事業」に取り組む。管理棟の耐震化工事及び学習ホールの撤去工事を行う。
- 2012年（平成24年）
  - 2月29日 - 森林環境功労者感謝状を受ける。
  - 8月5日 - 秋田県学校安全表彰を受ける。
- 2013年（平成25年）11月8日 - 創立140周年記念式典挙行[6]。
- 2014年（平成26年）
  - 4月～2015年（平成27年）3月 -国立教育政策研究所教育課程研究指定校事業に取り組む。
  - 11月8日 - 県学力向上フォーラムを開催する。
- 2015年（平成27年）4月～2017年（平成29年）3月 - 国立教育政策研究所教育課程研究指定校事業に取り組む。
- 2016年（平成28年）10月28日 - 国立教育政策研究所教育課程研究指定校事業公開研究会を開催する。
- 2018年（平成30年）3月19日 - 齋藤憲三・山﨑貞一奨励賞金賞を受賞。
- 2021年（令和3年）
  - 11月12日 - 全県道徳授業研究会小学校の部会 開催。
  - 11月26日 - 文部科学省事業　拠点校・協力校英語授業改善事業公開研究会 開催。
- 2023年（令和5年）11月10日 - 創立150周年記念式典・記念集会が行われる[7]。
- 2025年（令和7年）
  - 5月17日 - 水林校舎最後の運動会 開催[8]。
- 2026年（令和8年）4月 - 由利本荘市桜小路1（現在の尾崎小学校）に移転。

## 校歌
【現校歌】作詞：中山政五郎、作曲：岡本敏明
【新校歌】作詞：四反田素幸、作曲：寺田和子

## 児童数・学級数
| 年度                      | 男子 | 女子 | 計    | 増減 | 学級数 | 増減 | 備考                     | 出典          |
| ------------------------- | ---- | ---- | ----- | ---- | ------ | ---- | ------------------------ | ------------- |
| 1966（昭和41）年度        | 不明 | 不明 | 1,324 |      | 34     |      |                          | [ 12 ]        |
| 1967（昭和42）年度        | 不明 | 不明 | 1,318 | -6   | 32     | -2   |                          | [ 13 ]        |
| 1968（昭和43）年度        | 不明 | 不明 | 1,312 | -6   | 32     | 0    |                          | [ 14 ]        |
| 1969（昭和44）年度        | 不明 | 不明 | 1,342 | +30  | 33     | +1   |                          | [ 15 ]        |
| 1970（昭和45）年度        | 不明 | 不明 | 1,306 | -36  | 33     | 0    |                          | [ 16 ]        |
| 1971（昭和46）年度        | 不明 | 不明 | 1,361 | +55  | 33     | 0    |                          | [ 17 ]        |
| 1972（昭和47）年度        | 不明 | 不明 | 1,391 | +30  | 35     | +2   |                          | [ 18 ]        |
| 1973（昭和48）年度        | 不明 | 不明 | 1,380 | -11  | 36     | +3   | 新校舎完成               | [ 19 ]        |
| 1974（昭和49）年度        | 不明 | 不明 | 1,441 | +61  | 37     | +1   |                          | [ 20 ]        |
| 1975（昭和50）年度        | 不明 | 不明 | 1,169 | -372 | 38     | +1   |                          | [ 21 ] [ 22 ] |
| 1976（昭和51）年度        | 不明 | 不明 | 1,432 | +263 | 40     | +2   |                          | [ 23 ] [ 24 ] |
| 1977（昭和52）年度        | 不明 | 不明 | 1,502 | +70  | 40     | 0    |                          | [ 25 ]        |
| 1978（昭和53）年度        | 不明 | 不明 | 1,506 | +4   | 40     | 0    |                          | [ 26 ] [ 27 ] |
| 1979（昭和54）年度        | 不明 | 不明 | 1,599 | +93  | 42     | +2   |                          | [ 28 ] [ 29 ] |
| 1980（昭和55）年度        | 不明 | 不明 | 1,628 | +24  | 不明   | 不明 |                          | [ 30 ]        |
| 1981（昭和56）年度        | 不明 | 不明 | 1,649 | +21  | 44     |      |                          | [ 31 ] [ 32 ] |
| 1982（昭和57）年度        | 不明 | 不明 | 1,642 | -7   | 44     | 0    |                          | [ 33 ] [ 34 ] |
| 1983（昭和58）年度        | 不明 | 不明 | 1,623 | -19  | 43     | -1   |                          | [ 35 ] [ 36 ] |
| 1984（昭和59）年度        | 不明 | 不明 | 1,637 | +14  | 43     | 0    |                          | [ 37 ] [ 38 ] |
| 1985（昭和60）年度        | 不明 | 不明 | 1,672 | +35  | 42     | -1   | 生徒数のピーク           | [ 39 ] [ 40 ] |
| 1990（平成2）年度         | 不明 | 不明 | 1,508 | -164 | 不明   | 不明 | 本荘市の中でのマンモス校 | [ 41 ]        |
| 1991（平成3）年度         | 不明 | 不明 | 842   | -666 | 不明   | 不明 | 尾崎小と分離             | [ 41 ]        |
| 1992（平成4）年度         | 不明 | 不明 | 793   | -49  | 25     |      |                          | [ 2 ]         |
| 1993（平成5）年度         | 不明 | 不明 | 755   | -88  | 25     | 0    | 創立120周年              | [ 2 ]         |
| 1994（平成6）年度         | 不明 | 不明 | 765   | +10  | 26     | +1   |                          | [ 2 ]         |
| 1995（平成7）年度         | 不明 | 不明 | 不明  | 不明 | 25     | -1   |                          | [ 2 ]         |
| 1996（平成８）年度        | 不明 | 不明 | 684   |      | 23     | -2   |                          | [ 2 ]         |
| 1997（平成9）年度         | 不明 | 不明 | 不明  | 不明 | 22     | -1   |                          | [ 2 ]         |
| 1998（平成10）年度        | 不明 | 不明 | 不明  | 不明 | 22     | 0    |                          | [ 2 ]         |
| 1999（平成11）年度        | 不明 | 不明 | 583   |      | 21     | -1   | 創立125周年              | [ 42 ]        |
| 2000（平成12）年度        | 不明 | 不明 | 534   | -55  | 19     | -2   |                          | [ 43 ]        |
| 2001（平成13）年度        | 272  | 253  | 525   | -9   | 19     | 0    |                          | [ 44 ]        |
| 2002（平成14）年度        | 279  | 252  | 531   | +7   | 19     | 0    |                          | [ 45 ]        |
| 2003（平成15）年度        | 260  | 243  | 503   | -28  | 18     | -1   | 創立130周年              | [ 46 ]        |
| 2004（平成16）年度        | 251  | 247  | 498   | -5   | 18     | 0    |                          | [ 47 ]        |
| 2005（平成17）年度        | 250  | 248  | 498   | 0    | 17     | -1   | 由利本荘市誕生           | [ 48 ]        |
| 2006（平成18）年度        | 255  | 248  | 503   | +5   | 18     | +1   |                          | [ 49 ]        |
| 2007（平成19）年度        | 237  | 241  | 478   | -25  | 17     | -1   |                          | [ 50 ]        |
| 2008（平成20）年度        | 216  | 233  | 449   | -29  | 16     | -1   |                          | [ 51 ]        |
| 2009（平成21）年度        | 212  | 234  | 446   | -3   | 16     | 0    |                          | [ 52 ]        |
| 2010（平成22）年度        | 220  | 222  | 442   | -4   | 16     | 0    |                          | [ 53 ]        |
| 2011（平成23）年度        | 200  | 205  | 405   | -37  | 14     | -2   |                          | [ 54 ]        |
| 2012（平成24）年度        | 187  | 203  | 390   | -15  | 15     | +1   |                          | [ 55 ]        |
| 2013（平成25）年度        | 309  | 198  | 407   | +17  | 15     | 0    | 創立140周年              | [ 56 ]        |
| 2014（平成26）年度        | 206  | 207  | 413   | +6   | 15     | 0    |                          | [ 57 ]        |
| 2015（平成27）年度        | 213  | 209  | 422   | +9   | 17     | +2   |                          | [ 58 ]        |
| 2016（平成28）年度        | 214  | 198  | 412   | -10  | 17     | 0    |                          | [ 59 ]        |
| 2017（平成29）年度        | 210  | 206  | 416   | +4   | 17     | 0    |                          | [ 60 ]        |
| 2018（平成30）年度        | 212  | 206  | 418   | +2   | 16     | -1   |                          | [ 61 ]        |
| 2019（平成31/令和元）年度 | 195  | 196  | 391   | -27  | 17     | +1   |                          | [ 62 ]        |
| 2020（令和2）年度         | 197  | 194  | 391   | 0    | 16     | -1   |                          | [ 63 ]        |
| 2021（令和3）年度         | 183  | 179  | 362   | -29  | 17     | +1   |                          | [ 64 ]        |
| 2022（令和4）年度         | 181  | 194  | 375   | +13  | 15     | -2   |                          | [ 65 ]        |
| 2023（令和5）年度         | 195  | 182  | 377   | +2   | 16     | +1   | 創立150周年              | [ 66 ]        |
| 2024（令和6）年度         | 190  | 173  | 363   | -14  | 16     | 0    |                          | [ 67 ]        |
| 2025（令和7）年度         | 181  | 162  | 343   | -20  | 12     | -4   |                          | [ 68 ]        |

## 通学区域
美倉町、中竪町、谷山小路、本荘、桶屋町、鍛冶町、東日役町、西日役町、後町、猟師町、大町、中町、東表尾崎町、西表尾崎町、東裏尾崎町、西裏尾崎町、肴町、田町、和泉町、古雪町、観音町、片町、浜ノ町、栄町一丁目、栄町二丁目、栄町三丁目、旭町、五軒町、大泉寺山、永泉寺門前、愛宕町、大鍬町、千刈

## 著名な出身者
- 西村春彦 (写真家) 82年卒
- 真坂雅（俳優）06年卒[70][71]